# کمی بهار
کمی بهار رمانی است از شهرنوش پارسی‌پور.

## متن
پارسی‌پور این رمانِ بلند را به صورت سلسله‌ای از فصل‌های کوتاه برای رادیو زمانه نوشت و خود آن را خواند. سپس کتابش منتشر شد.